# 博阿拉皮萨尼
博阿拉皮萨尼（義大利語：Boara Pisani），是意大利威尼托大区帕多瓦省的一个市镇。总面积16.48平方公里，人口2639人，人口密度160.1人/平方公里（2009年）。国家统计（ISTAT）代码为028012。